# Кастелвекио ди Рока Барбена
Кастелвѐкио ди Ро̀ка Барбѐна (на италиански: Castelvecchio di Rocca Barbena; на лигурски: Castrevëgio, Кастреведжо) е село и община в Северна Италия, провинция Савона, регион Лигурия. Разположено е на 420 m надморска височина. Населението на общината е 169 души (към 2011 г.).